# Tream
Tream (talvolta accreditato come Tream & Treamiboii), pseudonimo di Timo Grabinger (Schwandorf, 18 ottobre 1998), è un rapper tedesco.

## Biografia
Suona la chitarra sin dall'età di 10 anni. Ha dichiarato di aver iniziato a fare musica per fare colpo sulle ragazze. Il suo primo album in studio, (S)hit, viene pubblicato nel 2018; tuttavia, né tale disco né i successivi pubblicati fino al 2021 ottengono un successo degno di nota. La svolta arriva nel 2022, quando il remix del suo singolo Lebenslang realizzato dal duo di DJ HBz entra in classifica in Austria e Germania e viene certificato disco di platino.
Il 24 febbraio 2023 pubblica il suo quinto album Büchelkühn, che raggiunge la 37ª posizione in classifica. Il singolo Herz macht bamm, pubblicato a inizio 2024, diventa il primo a raggiungere la top 10 tedesca. Il suo "Biergarnitour", svoltosi nell'autunno del 2024, registra una notevole vendita di biglietti, tanto da far registrare il tutto esaurito alla data finale svoltasi all'Olympiahalle di Monaco di Baviera. Il suo sesto album, Irgendwie, irgendwann, pubblicato il 29 novembre 2024, si posiziona al quarto posto della classifica tedesca.

## Discografia

### Album in studio
- 2018 – (S)hit
- 2019 – Trash
- 2020 – Verliebt verloren
- 2021 – Rocker
- 2023 – Büchelkühn
- 2024 – Irgendwie, irgendwann

### EP
- 2021 – Me, Myself & I
- 2021 – Summer Treams